# Vilamacolum (kommunhuvudort)
Vilamacolum är en kommunhuvudort i Spanien.   Den ligger i provinsen Província de Girona och regionen Katalonien, i den östra delen av landet, 600 km öster om huvudstaden Madrid. Vilamacolum ligger 6 meter över havet och antalet invånare är 299.
Terrängen runt Vilamacolum är platt. Havet är nära Vilamacolum österut. Närmaste större samhälle är Figueres, 11,0 km nordväst om Vilamacolum. 